# رمضان في مصر

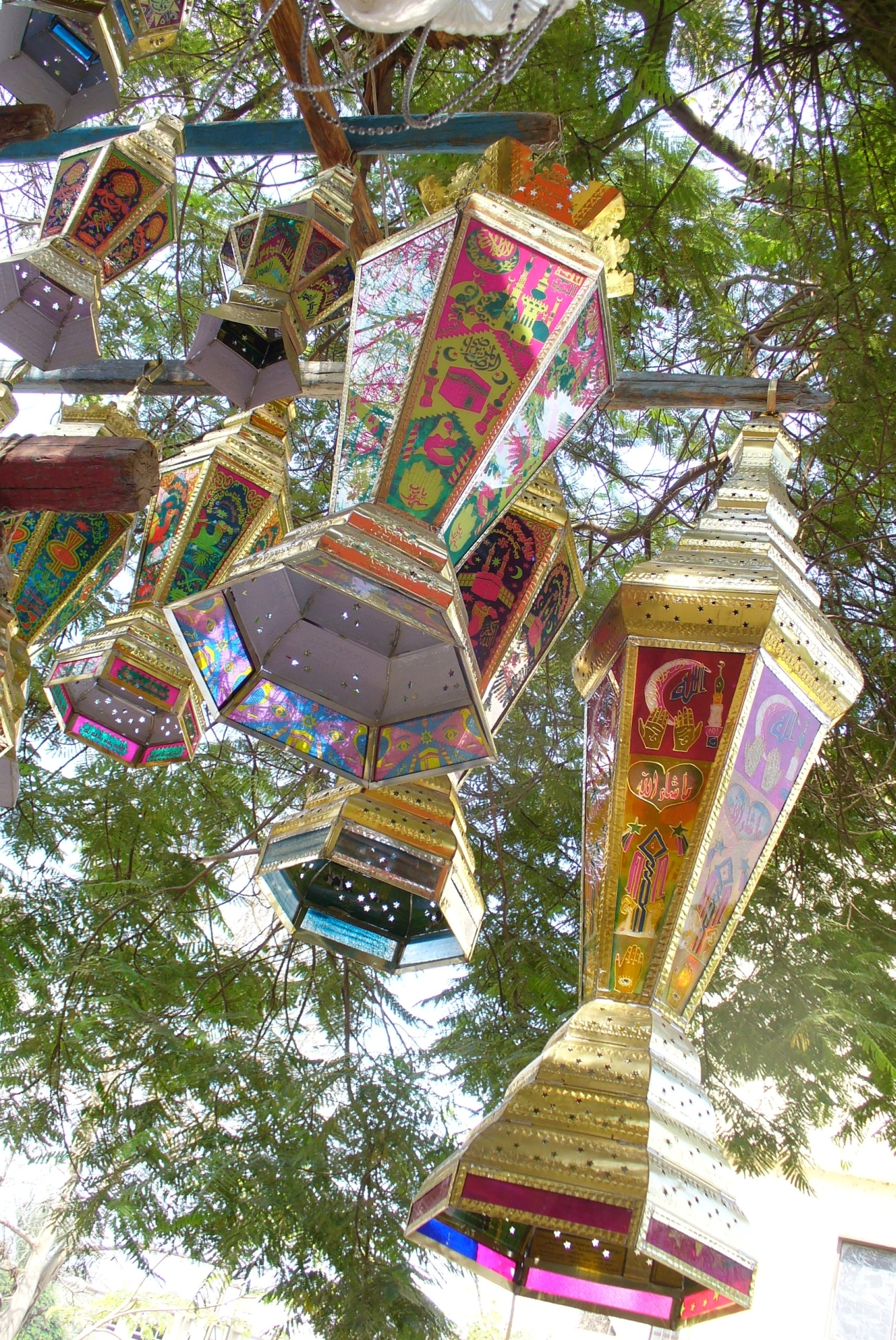
فوانيس رمضان

رمضان في مصر مع ثبوت رؤية هلال شهر رمضان المعظم، يتحوّل الشارع المصري إلى احتفالية جميلة، فتنشط حركة الناس في الأسواق بغرض شراء مستلزمات رمضان المتعارف عليها وتتزين الشوارع بالأوراق والفوانيس الملونة، ويزيدها جمالاً منظر الأطفال الحاملين معهم فوانيس رمضان التقليدية وهم ينشدون بعض الأغاني الفلكلورية ومن أشهرها: حلّو يا حلّو..... رمضان كريم يا حلو.
ومما يميز الشارع المصري في شهر رمضان أصوات قارئي القرآن المعروفين في مصر ومنهم: الشيخ محمد رفعت والشيخ عبد الباسط عبد الصمد والشيخ محمد صديق المنشاوي والشيخ (رمضان عبد المعز)والمنشد الدينى (مصطفى عاطف)و محمود خليل الحصري وأدعية الشيخ محمد متولي الشعراوي والتي تستمع إليها في كل مكان، وذلك للحفاظ على روحانية هذا الشهر الكريم وصون عبادة الصيام.

## الأطباق الرمضانية في مصر

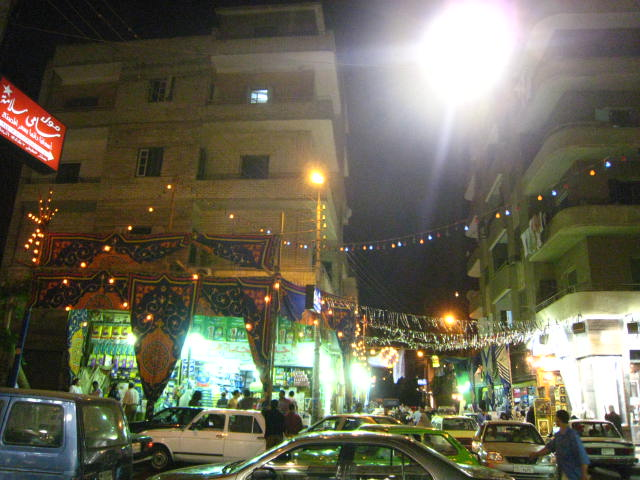
الحياة ليلا في القاهرة

لعل أوّل الأطباق صحن الفول المدمس، وهذا الطبق الرمضاني لا تكاد تخلو منه مائدة رمضانية، حيث ينتشر باعة الفول في كل مكان في مصر، بصوتهم المميّز الذي يحث الناس على الشراء قائلين: إن خلص الفول، أنا مش مسؤول. ما خطرش في بالك يوم، تفطر عندنا.
والمائدة الرمضانية غنية جدًا ومتنوعة، حيث يبدأ الناس بالإفطار بالتمر، مع شرب الحليب وقمر الدين والخروب وأكل «الخشاف»، وقد يحلو للبعض أن يشرب العصائر الطازجة كالبرتقال أو المانجو أو الشمام، وبعد العودة من صلاة المغرب يبدأ الناس بتناول الأطعمة التي تملئ الموائد بجميع أنواع الأطعمة وكثرتها مثل الملوخية والشوربة والخضار، والمكرونة بالبشاميل، وتتزين المائدة بالسلطة الخضراء أو سلطة الزبادي بالخيار، ومحشي ورق عنب، والدجاج المشوي أو بعض المشويات كالكباب والكفتة وتتنافس النساء مع بعضهن في تحضير الطعام وتبادل العزومات والولائم مع الأهل والأقارب.
وبعد الإنتهاء من الإفطار لابد من التحلية ببعض الحلويات، ومن أشهرها: الكنافة والقطايف والبقلاوة، والمهلّبية وأم علي وبلح الشام.

## صلاة التراويح

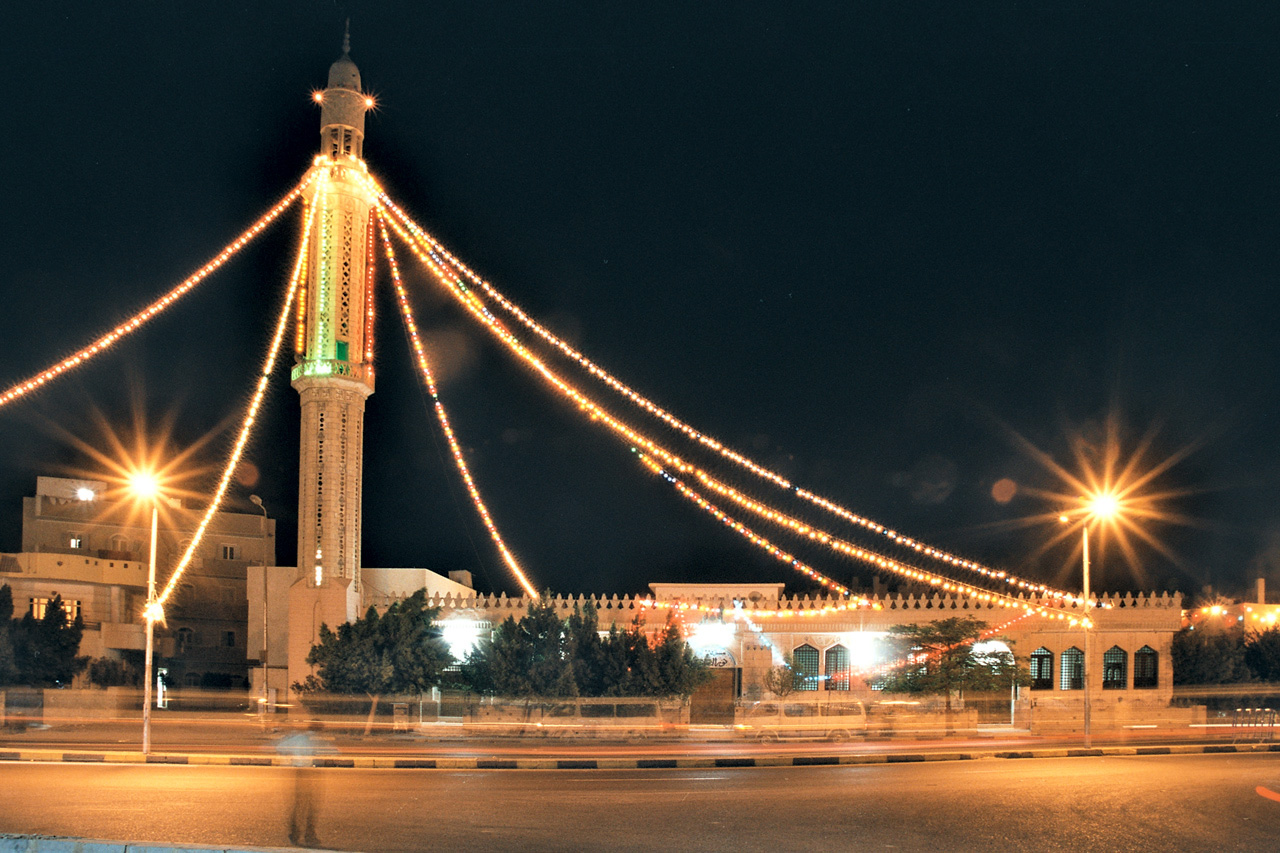
مسجد أثناء رمضان في القاهرة

ينطلق الناس لأداء صلاة التراويح في مختلف المساجد حيث تمتليء بالمصلين من مختلف المراحل العمريّة، وللنساء نصيبٌ في هذا الميدان، فلقد خصّصت كثير من المساجد قسماً للنساء يؤدّون فيه هذه المشاعر التعبّدية، وتُصلّى التراويح صلاة متوسّطة الطول حيث يقرأ الإمام فيها جزءً أو أقل منه بقليل، لكن ذلك ليس على عمومه، فهناك العديد من المساجد التي يُصلّي فيه المصلّون ثلاثة أجزاء، بل وُجد هناك من يُصلّي بعشرة أجزاء حيث يبدأ في الصلاة بعد العشاء وينتهي في ساعة متأخّرة من الليل.

## فانوس رمضان في مصر
تعتبر فوانيس رمضان من أهم المظاهر الشعبية في مصر خلال شهر رمضان، حيث تعطي طابعًا احتفالياً مميزًا ما يذكرهم بالفرحة واللمة التي تتميز بها الأفراح لدى العرب والمسلمين ليغنوا وينشدوا أغاني رمضان، كما يرى الكثير أن الفانوس يمثل رمز خاص بشهر رمضان المبارك خاصة في مصر الحبيبة.

## في قاهرة المعز

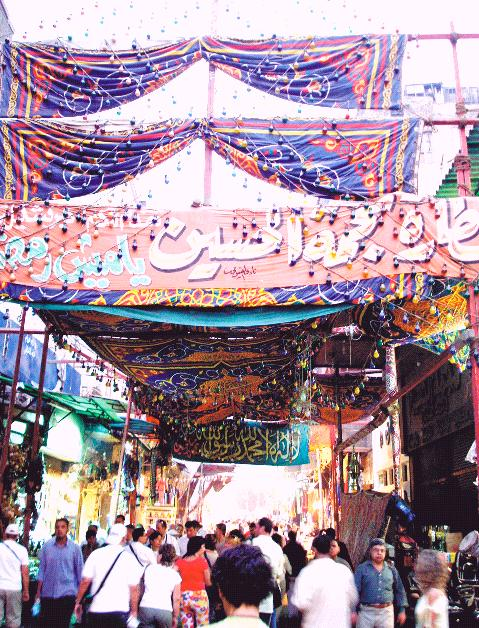
بداية رمضان فيخان الخليلي

من الظواهر والملامح الأساسية لرمضان بمصر أن تمتلئ مساجدها بالمصلين، وهو ما يدفع بعض أئمة المساجد في أول جمعة من رمضان إلى توجيه خطبة مميزة اعتاد المصلون سماعها كل عام عن السبب في عدم وجود هذا العدد الضخم في أيام السنة العادية، وتذكيرهم بأن «رب رمضان هو رب كل العام»! كما تشهد صلاة القيام (التراويح) إقبالاً شديدًا، خاصة في الأيام العشر الأواخر، وليلة القدر.
ومن الظواهر الجديدة في هذا السياق: الإقبال على صلاة التهجد، التي تمتد من منتصف الليل حتى وقت السحور، كذلك يكثر الاعتكاف في المساجد الكبرى، وتصل ذروة الفعاليات الرمضانية في ليلة القدر؛ حيث يتوافد آلاف المصلين على المساجد الكبرى: كجامع «عمرو بن العاص» منذ صلاة الظهر، ويرتبط بالمظاهر السابقة رؤية الكثير من قارئي القرآن في وسائل المواصلات العامة، والتوقف عن تقديم الخمور، وغلق عدد كبير من البارات أبوابها طواعية.هذا بالإضافة إلي مشاهد لأنشطة دينية رسمية من خلال وزارة الأوقاف والأزهر وغيرهما، مثل: قوافل الدعاة، وملتقى الفكر الإسلامي، وسفر الدعاة والمقرئين إلى مختلف أنحاء العالم لإحياء ليالى رمضان؛ وهو الأمر الذي يتأثر إلى حد كبير بالأحداث العالمية الجارية.

## في عروس البحر المتوسط الإسكندرية
ما يحدث في رمضان بالإسكندرية يتشابه إلى حد كبير مع ما يحدث في القاهرة فتمتلئ المساجد بالمصلين وتنتشر صلوات التراويح والتهجد بالمساجد. وتقل حركة السير بالمدينة تدريجياً حتى تنعدم تمامًا في وقت المغرب حتى أذان العشاء وبعد الآذان تمتلئ الشوارع بالناس وتنتشر الخيام الرمضانية بالمدينة وتبدأ العادات والتقاليد المتوارثة منذ مئات السنين ففي أول أسبوع من رمضان يبدأ تبادل الزيارات وتناول الأطعمة والولائم مع الأهل والأقارب والأصدقاء، ويشتري الأطفال الفوانيس وتُعلق الزينة والفوانيس في جميع أنحاء المدينة وتكثر صلوات التهجد والتراويح ومن أشهر المساجد تنظيمًا لها في المدينة جامع القائد إبراهيم حيث يأتيه حشود المصلين من جميع مناطق وأحياء الإسكندرية ومن مسافات بعيدة وتصل ضخامة أعداد المصلين في رمضان وخصوصًا في العشر الأواخر إلى عدة آلاف ويلتف المصلّون من حول المسجد إلى ميدان محطة الرمل والكورنيش وحتى إلى مناطق بعيدة عن مكان المسجد وحتى بجانب مكتبة الإسكندرية وتتعطل حركة المرور نهائيًا وتغلق بعض الشوارع لضخامة عدد المصلين خصوصًا في العشر الأواخر من شهر رمضان منذ منتصف الليل وحتى الساعات الأولى من الفجر وتتميز المساجد بالعديد من الشيوخ ذوى الصوت الرائع والشجن أشهرهم الشيخ الشاب حاتم فريد. كما تنتشر موائد الرحمن بالمدينة ويوزع الصدقات على المحتاجين طوال شهر رمضان كما يتم ختم قراءة القران الشريف في المنازل والجوامع وتنتشر المودة والرحمة بين ناس وتنسى الخلافات، وقبل آذان المغرب بدقائق ينتشر المتطوعون في الطرقات لتوزيع الماء والتمر والعصائر على من تأخروا للذهاب إلى بيوتهم ليفطروا. كما يتم إطلاق العاب نارية (البمب والصواريخ) في الشوارع مع قرب غروب الشمس.

## في مدينة طنطا عروس الدلتا
ما يحدث في رمضان بمدينة طنطا التي تتوسط القاهرة والإسكندرية وتبعد عن القاهرة 93 كم والإسكندرية 120 كم مشابه كثيراً لما يحدث في مختلف المدن المصرية أثناء الشهر الكريم حيث يسود جو من الأمان والإستقرار ونجد الشوارع تتزين بالفوانيس والزينة الورقية التي يعدها الشباب والأطفال، كما تجد المناطق التجارية مليئة بالمواد الغذائية وياميش رمضان كما تجد مناطق مثل الأثرية ودرب الأثر ودرب الأبشيهى والسكة الجديدة بمنطقة السيد البدوى قد بدأت في عرض فوانيس رمضان والياميش ومستلزمات الشهر الكريم ويتزين مسجد السيد البدوى بالأنوار الملونة وتشعر بجو روحانى من الصعب أنك تشعر به خارج مصر وتستمتع بالقرآن الكريم والتواشيح الدينية وروائح البخور بساحة المسجد الأحمدى وتجد تجمع الناس وقت صلاة التراويح وتنتشر موائد الرحمن بأنحاء المدينة وينتشر بائعى التمر هندي والعرقسوس والسوبيا وهي المشروبات المفضلة لدى معظم المصريين وقت الإفطار وتكون هناك الدورات الرمضانية التي ينظمها الشباب في مدينة طنطا كما ينتشر بائعى الكنافة والقطائف ويتجمع الناس وقت صلاة التراويح وتجد الشوارع مكتظة عن آخرها وخاصة في ساحة السيد البدوى وأول شارع البحر منطقة مسجد فجر الإسلام وتكتسي شوارع المدينة بالزينة الورقية التي يعدها الشباب بأنفسهم والفوانيس بألوانها المتنوعة التي تخلق جو من البهجة في نفوس كل المصريين.

## مدفع رمضان
مدفع الإفطار.. اضرب، جملة يعشقها وينتظرها الإنسان المصري في كل مكان عند مغيب شمس كل يوم من أيام شهر رمضان المعظّم، وبطل هذه الجملة هو المدفع الذي ارتبط دويه في وجدان الإنسان المصري باجتماع شمل العائلة والدفء الأسري مهما سافر أو ارتحل بعيدًا؛ ولمدفع رمضان حكايات وقصص وتاريخ كان في بعضها البطل الرئيسي، وفي الأخرى الراوي، وفي بعض الأحيان اكتفى بدور الكومبارس، ولكنه رغم ذلك ما زال يثير في نفوسنا دومًا الحنين إلى رمضان ولياليه.
ولبداية ظهور مدفع رمضان ودوره في حياة المصريين قصص طريفة؛ حيث تروي كتب التاريخ أن حاكم مصر في العصر المملوكي «خوشقدم» كان يجرب مدفعًا جديدًا أهداه له أحد الولاة، وتصادف أن الطلقة الأولى جاءت وقت غروب شمس أول رمضان عام 859 هـ وعقب ذلك توافد على قصر «خوشقدم» الشيوخ وأهالي القاهرة يشكرونه على إطلاق المدفع في موعد الإفطار، فاستمر بإطلاقه بعد ذلك.
ومن الروايات الأخرى أن محمد علي الكبير والي مصر ومؤسس حكم الأسرة العلوية في مصر من عام 1805 كان يجرب مدفعًا جديدًا من المدافع التي استوردها من ألمانيا في إطار خططه لتحديث الجيش المصري، فانطلقت أول طلقة وقت أذان المغرب في شهر رمضان، فارتبط صوته في أذهان العامة بإفطار وسحور رمضان، والذين أطلقوا على ذلك المدفع «الحاجة فاطمة»، لارتباطه بشهر رمضان، وكان مكانه في قلعة «صلاح الدين الأيوبي».
وفي منتصف القرن التاسع عشر وتحديدًا في عهد الخديوي عباس الأول عام 1853م كان ينطلق مدفعان للإفطار في القاهرة: الأول من القلعة، والثاني من سراي «عباس باشا الأول» بالعباسية- ضاحية من ضواحي القاهرة- وفي عهد الخديوي «إسماعيل» تم التفكير في وضع المدفع في مكان مرتفع حتى يصل صوته لأكبر مساحة من القاهرة، واستقر في جبل المقطم حيث كان يحتفل قبل بداية شهر رمضان بخروجه من القلعة محمولا على عربة ذات عجلات ضخمة، ويعود بعد نهاية شهر رمضان والعيد إلى مخازن القلعة ثانية.
وتطورت وظيفة المدفع فكان أداة للإعلان عن رؤية هلال رمضان، فبعد ثبوت الرؤية تنطلق المدافع من القلعة ابتهاجًا بشهر الصوم علاوة على إطلاقه 21 طلقة طوال أيام العيد الثلاثة.
وهكذا استمر صوت المدفع عنصرا أساسيًا في حياة المصريين الرمضانية من خلال المدفع الذي يعود إلى عصر «محمد علي» إلى أن ظهر الراديو، فتوقف إطلاقه من القلعة في أحيان كثيرة، وإن ظل التسجيل الصوتي له يذاع يوميًا عبر أثير الراديو والتليفزيون إلى أن قرر المسئولون أن تتم عملية بث الإطلاق على الهواء في أذان المغرب من القلعة؛ حيث قرر وزير الداخلية المصري «أحمد رشدي» في عام 1983إعادة إطلاق المدفع من «قلعة صلاح الدين الأيوبي» طوال رمضان في السحور والإفطار فعاد للمدفع دوره ورونقه.
إلا أن هيئة الآثار المصرية طلبت في بداية التسعينيات من وزارة الداخلية وقف إطلاقه من القلعة خوفًا على المنطقة التي تعد متحفًا مفتوحًا للآثار الإسلامية، إذ تضم قلعة «صلاح الدين الأيوبي» التي بناها عام 1183 م، و«الجامع المرمري» الذي بناه «محمد علي» الكبير وفقًا للطراز المعماري العثماني عام 1830م، علاوة على جامعي «السلطان حسن»، و«الرفاعي»، و«متاحف القلعة الأربعة». وحذرت الهيئة من أن إطلاق المدفع 60 مرة في سحور وإفطار رمضان و21 طلقة كل أذان في أيام العيد الثلاثة تؤثر على العمر الافتراضي لتلك الآثار بسبب الاهتزازات الناجمة عن إطلاقه.
وبالفعل تم التفكير في نقله إلى مكان آخر، واستقر الرأي على جبل المقطم مرة أخرى، حيث تم نقل مدفعين من المدافع الثلاثة الباقية من أسرة محمد علي إلى هناك، وتم الإبقاء على المدفع الثالث كمعلم سياحي في ساحة متحف الشرطة بقلعة صلاح الدين يطل من ربوة مرتفعة على القاهرة. وحتى الآن يسمع المصريون صوت المدفع عبر الراديو أو عبر شاشات التلفزيون التي تعتبر من تراث وتقليد رمضان في مصر.